# Butajiru
Butajiru, còn gọi là tonjiru (豚汁 (Độn chấp) "xúp giò heo")  là một món xúp của Nhật Bản với nguyên liệu là giò heo cùng các loại rau củ được nêm với xúp miso. Đây là món ăn biến thể phổ biến của món miso, với số lượng nguyên liệu nhiều và đa dạng hơn.

## Các thành phần chính
Butajiru thường được chế biến bằng cách hầm những miếng chân giò lợn thái lát mỏng cùng với rau vào trong nước dùng dashi, sau đó tạo hương vị bằng cách hòa tan miso.
Các thành phần bổ sung thường được sử dụng bao gồm rễ ngưu bàng, nưa, rong biển, hành lá, củ cải trắng, cà rốt, đậu phụ, thông thường dùng loại đậu phụ chiên (aburaage), các loại củ như khoai tây, khoai môn hoặc khoai lang cùng các loại nấm như shiitake và shimeji.
Trong một số trường hợp hiếm hoi khác, thịt xông khói đã được tẩy đi lớp dầu mỡ (loại không giòn) có thể được sử dụng thay cho thịt lợn. Butajiru nấu nhanh cũng được bán sẵn.

## Tên gọi và biến thể
Trong tiếng Nhật, chữ "lợn" (豚) có thể được phát âm là "buta" hoặc là "ton" trong tiếng Nhật. Cái tên butajiru được cho là phổ biến ở miền Tây Nhật Bản và Hokkaidō, trong khi cái tên tonjiru thì phổ biến hơn ở miền Đông nước này.
Một biến thể khác của món ăn với nguyên liệu chính là khoai lang đã được phục vụ cho những người trượt tuyết tại các khu nghỉ mát trượt tuyết của tỉnh Niigata cho đến khoảng năm 1960; do đó, món ăn này còn được gọi là sukii-jiru ("súp trượt tuyết").